# Tour de Romandia 2024
El Tour de Romandia 2024 fou la 77a edició de la cursa ciclista per etapes Tour de Romandia. La cursa es disputà entre el 23 i el 28 d'abril 2024, amb inici a Payerne i final a Vernier. El recorregut es dividí en 5 etapes més el pròleg inicial. La cursa fou el 20è esdeveniment del calendari de l'UCI World Tour 2024.
L'espanyol Carlos Rodríguez (Ineos Grenadiers) guanyà la classificació general i la dels joves, emportant-se així, la seva primera victòria en una cursa per etapes. El podi fou completat pels corredors del Bora-Hansgrohe Aleksandr Vlàssov i Florian Lipowitz, qui quedaren segon i tercer, respectivament. La classificació per punts la guanyà Dorian Godon (Decathlon-AG2R La Mondiale), la de la muntanya l'alemany Juri Hollmann (Alpecin-Deceuninck) i la d'equips l'UAE Team Emirates.

## Equips participants
23 equips participaren en la prova: 18 de categoria UCI WorldTeam i 4 de categoria UCI ProTeam. També participà l'equip nacional de Suïssa. Els equips participants foren:
| WorldTeams (18)- Alpecin-Deceuninck - Arkéa-B&B Hotels - Astana Qazaqstan Team - Bahrain Victorious - Bora-Hansgrohe - Cofidis - Decathlon-AG2R La Mondiale - EF Education-EasyPost - Groupama-FDJ - Ineos Grenadiers - Intermarché-Wanty - Lidl-Trek - Movistar Team - Soudal Quick-Step - Team dsm-firmenich PostNL - Team Jayco AlUla - Team Visma \| Lease a Bike - UAE Team Emirates ProTeams (4)- Q36.5 Pro Cycling Team - Corratec-Vini Fantini - Tudor Pro Cycling Team - Lotto Dstny Equip nacional- Suïssa |
| |

## Etapes
| Etapa    | Data      | Ciutats d'etapa          | type                      | Distància (km) | Desnivell (m) | Vencedor de l'etapa        | Líder de la general   |
| -------- | --------- | ------------------------ | ------------------------- | -------------- | ------------- | -------------------------- | --------------------- |
| Pròleg   | 23 de abr | Payerne – Payerne        | pròleg                    | 2,28           | 3 m           | Maikel Zijlaard            | Maikel Zijlaard       |
| 1a etapa | 24 de abr | Château-d’Oex – Friburg  | etapa accidentada         | 165,7          | 2.631 m       | Dorian Godon               | Dorian Godon          |
| 2a etapa | 25 de abr | Friburg – Les Marécottes | etapa de muntanya         | 171            | 2.716 m       | Thibau Nys                 | Thibau Nys            |
| 3a etapa | 26 de abr | Oron – Oron              | contrarellotge individual | 15,5           | 282 m         | Brandon McNulty            | Juan Ayuso Pesquera   |
| 4a etapa | 27 de abr | Saillon – Leysin         | etapa de muntanya         | 151,7          | 3.518 m       | Richard Carapaz Montenegro | Carlos Rodríguez Cano |
| 5a etapa | 28 de abr | Vernier – Vernier        | etapa accidentada         | 150,8          | 1.607 m       | Dorian Godon               | Carlos Rodríguez Cano |

### Pròleg
23 d'abril de 2024 – Payerne fins a Payerne, 2,28 km. (CRI)
| \| Classificació de l'etapa \| Classificació de l'etapa \| Classificació de l'etapa \| Classificació de l'etapa \| Classificació de l'etapa \| \| Corredor \| Corredor \| Equip \| Temps \| \| \| ------------------------ \| ------------------------ \| -------------------------- \| ------------------------ \| ------------------------ \| \| 1r \| Maikel Zijlaard \| Tudor Pro Cycling Team \| 2' 55" \| \| \| 2n \| Cameron Scott \| Bahrain Victorious \| + 1" \| \| \| 3r \| Julian Alaphilippe \| Soudal Quick-Step \| + 2" \| \| \| 4t \| Dorian Godon \| Decathlon-AG2R La Mondiale \| + 3" \| \| \| 5è \| Ivo Oliveira \| UAE Team Emirates \| + 3" \| \| \| 6è \| Tim Van Dijke \| Team Visma \\| Lease a Bike \| + 3" \| \| \| 7è \| Gianni Vermeersch \| Alpecin-Deceuninck \| + 3" \| \| \| 8è \| Nikias Arndt \| Bahrain Victorious \| + 3" \| \| \| 9è \| Alexander Aranburu Deba \| Movistar Team \| + 3" \| \| \| 10è \| Antoine Aebi \| Suïssa \| + 4" \| \| |                         |                            |        |
| |                         |                            |        |
| Font: ProCyclingStats |                         |                            |        |
| Classificació de l'etapa |                         |                            |        |
| Corredor | Corredor                | Equip                      | Temps  |
| 1r | Maikel Zijlaard         | Tudor Pro Cycling Team     | 2' 55" |
| 2n | Cameron Scott           | Bahrain Victorious         | + 1"   |
| 3r | Julian Alaphilippe      | Soudal Quick-Step          | + 2"   |
| 4t | Dorian Godon            | Decathlon-AG2R La Mondiale | + 3"   |
| 5è | Ivo Oliveira            | UAE Team Emirates          | + 3"   |
| 6è | Tim Van Dijke           | Team Visma \| Lease a Bike | + 3"   |
| 7è | Gianni Vermeersch       | Alpecin-Deceuninck         | + 3"   |
| 8è | Nikias Arndt            | Bahrain Victorious         | + 3"   |
| 9è | Alexander Aranburu Deba | Movistar Team              | + 3"   |
| 10è | Antoine Aebi            | Suïssa                     | + 4"   |

| Classificació de l'etapa | Classificació de l'etapa | Classificació de l'etapa   | Classificació de l'etapa | Classificació de l'etapa |
| Corredor                 | Corredor                 | Equip                      | Temps                    |                          |
| ------------------------ | ------------------------ | -------------------------- | ------------------------ | ------------------------ |
| 1r                       | Maikel Zijlaard          | Tudor Pro Cycling Team     | 2' 55"                   |                          |
| 2n                       | Cameron Scott            | Bahrain Victorious         | + 1"                     |                          |
| 3r                       | Julian Alaphilippe       | Soudal Quick-Step          | + 2"                     |                          |
| 4t                       | Dorian Godon             | Decathlon-AG2R La Mondiale | + 3"                     |                          |
| 5è                       | Ivo Oliveira             | UAE Team Emirates          | + 3"                     |                          |
| 6è                       | Tim Van Dijke            | Team Visma \| Lease a Bike | + 3"                     |                          |
| 7è                       | Gianni Vermeersch        | Alpecin-Deceuninck         | + 3"                     |                          |
| 8è                       | Nikias Arndt             | Bahrain Victorious         | + 3"                     |                          |
| 9è                       | Alexander Aranburu Deba  | Movistar Team              | + 3"                     |                          |
| 10è                      | Antoine Aebi             | Suïssa                     | + 4"                     |                          |

| \| Classificació general \| Classificació general \| Classificació general \| Classificació general \| Classificació general \| \| Corredor \| Corredor \| Equip \| Temps \| \| \| --------------------- \| ----------------------- \| -------------------------- \| --------------------- \| --------------------- \| \| 1r \| Maikel Zijlaard \| Tudor Pro Cycling Team \| 2' 55" \| \| \| 2n \| Cameron Scott \| Bahrain Victorious \| + 1" \| \| \| 3r \| Julian Alaphilippe \| Soudal Quick-Step \| + 2" \| \| \| 4t \| Dorian Godon \| Decathlon-AG2R La Mondiale \| + 3" \| \| \| 5è \| Ivo Oliveira \| UAE Team Emirates \| + 3" \| \| \| 6è \| Tim Van Dijke \| Team Visma \\| Lease a Bike \| + 3" \| \| \| 7è \| Gianni Vermeersch \| Alpecin-Deceuninck \| + 3" \| \| \| 8è \| Nikias Arndt \| Bahrain Victorious \| + 4" \| \| \| 9è \| Alexander Aranburu Deba \| Movistar Team \| + 4" \| \| \| 10è \| Antoine Aebi \| Suïssa \| + 4" \| \| |                         |                            |        |
| |                         |                            |        |
| Font: ProCyclingStats |                         |                            |        |
| Classificació general |                         |                            |        |
| Corredor | Corredor                | Equip                      | Temps  |
| 1r | Maikel Zijlaard         | Tudor Pro Cycling Team     | 2' 55" |
| 2n | Cameron Scott           | Bahrain Victorious         | + 1"   |
| 3r | Julian Alaphilippe      | Soudal Quick-Step          | + 2"   |
| 4t | Dorian Godon            | Decathlon-AG2R La Mondiale | + 3"   |
| 5è | Ivo Oliveira            | UAE Team Emirates          | + 3"   |
| 6è | Tim Van Dijke           | Team Visma \| Lease a Bike | + 3"   |
| 7è | Gianni Vermeersch       | Alpecin-Deceuninck         | + 3"   |
| 8è | Nikias Arndt            | Bahrain Victorious         | + 4"   |
| 9è | Alexander Aranburu Deba | Movistar Team              | + 4"   |
| 10è | Antoine Aebi            | Suïssa                     | + 4"   |

| Classificació general | Classificació general   | Classificació general      | Classificació general | Classificació general |
| Corredor              | Corredor                | Equip                      | Temps                 |                       |
| --------------------- | ----------------------- | -------------------------- | --------------------- | --------------------- |
| 1r                    | Maikel Zijlaard         | Tudor Pro Cycling Team     | 2' 55"                |                       |
| 2n                    | Cameron Scott           | Bahrain Victorious         | + 1"                  |                       |
| 3r                    | Julian Alaphilippe      | Soudal Quick-Step          | + 2"                  |                       |
| 4t                    | Dorian Godon            | Decathlon-AG2R La Mondiale | + 3"                  |                       |
| 5è                    | Ivo Oliveira            | UAE Team Emirates          | + 3"                  |                       |
| 6è                    | Tim Van Dijke           | Team Visma \| Lease a Bike | + 3"                  |                       |
| 7è                    | Gianni Vermeersch       | Alpecin-Deceuninck         | + 3"                  |                       |
| 8è                    | Nikias Arndt            | Bahrain Victorious         | + 4"                  |                       |
| 9è                    | Alexander Aranburu Deba | Movistar Team              | + 4"                  |                       |
| 10è                   | Antoine Aebi            | Suïssa                     | + 4"                  |                       |

### Etapa 1
24 d'abril de 2024 – Château-d'Oex fins a Friburg, 165,7 km.
| \| Classificació de l'etapa \| Classificació de l'etapa \| Classificació de l'etapa \| Classificació de l'etapa \| Classificació de l'etapa \| \| Corredor \| Corredor \| Equip \| Temps \| \| \| ------------------------ \| ------------------------ \| -------------------------- \| ------------------------ \| ------------------------ \| \| 1r \| Dorian Godon \| Decathlon-AG2R La Mondiale \| 3h 49' 58" \| \| \| 2n \| Andrea Vendrame \| Decathlon-AG2R La Mondiale \| + 0" \| \| \| 3r \| Gianni Vermeersch \| Alpecin-Deceuninck \| + 0" \| \| \| 4t \| Milan Menten \| Lotto Dstny \| + 0" \| \| \| 5è \| Kasper Asgreen \| Soudal Quick-Step \| + 0" \| \| \| 6è \| Matevž Govekar \| Bahrain Victorious \| + 0" \| \| \| 7è \| Alexander Aranburu Deba \| Movistar Team \| + 0" \| \| \| 8è \| Clément Venturini \| Arkéa-B&B Hotels \| + 0" \| \| \| 9è \| Thibaud Gruel \| Groupama-FDJ \| + 0" \| \| \| 10è \| Kobe Goossens \| Intermarché-Wanty \| + 0" \| \| |                         |                            |            |
| |                         |                            |            |
| Font: ProCyclingStats |                         |                            |            |
| Classificació de l'etapa |                         |                            |            |
| Corredor | Corredor                | Equip                      | Temps      |
| 1r | Dorian Godon            | Decathlon-AG2R La Mondiale | 3h 49' 58" |
| 2n | Andrea Vendrame         | Decathlon-AG2R La Mondiale | + 0"       |
| 3r | Gianni Vermeersch       | Alpecin-Deceuninck         | + 0"       |
| 4t | Milan Menten            | Lotto Dstny                | + 0"       |
| 5è | Kasper Asgreen          | Soudal Quick-Step          | + 0"       |
| 6è | Matevž Govekar          | Bahrain Victorious         | + 0"       |
| 7è | Alexander Aranburu Deba | Movistar Team              | + 0"       |
| 8è | Clément Venturini       | Arkéa-B&B Hotels           | + 0"       |
| 9è | Thibaud Gruel           | Groupama-FDJ               | + 0"       |
| 10è | Kobe Goossens           | Intermarché-Wanty          | + 0"       |

| Classificació de l'etapa | Classificació de l'etapa | Classificació de l'etapa   | Classificació de l'etapa | Classificació de l'etapa |
| Corredor                 | Corredor                 | Equip                      | Temps                    |                          |
| ------------------------ | ------------------------ | -------------------------- | ------------------------ | ------------------------ |
| 1r                       | Dorian Godon             | Decathlon-AG2R La Mondiale | 3h 49' 58"               |                          |
| 2n                       | Andrea Vendrame          | Decathlon-AG2R La Mondiale | + 0"                     |                          |
| 3r                       | Gianni Vermeersch        | Alpecin-Deceuninck         | + 0"                     |                          |
| 4t                       | Milan Menten             | Lotto Dstny                | + 0"                     |                          |
| 5è                       | Kasper Asgreen           | Soudal Quick-Step          | + 0"                     |                          |
| 6è                       | Matevž Govekar           | Bahrain Victorious         | + 0"                     |                          |
| 7è                       | Alexander Aranburu Deba  | Movistar Team              | + 0"                     |                          |
| 8è                       | Clément Venturini        | Arkéa-B&B Hotels           | + 0"                     |                          |
| 9è                       | Thibaud Gruel            | Groupama-FDJ               | + 0"                     |                          |
| 10è                      | Kobe Goossens            | Intermarché-Wanty          | + 0"                     |                          |

| \| Classificació general \| Classificació general \| Classificació general \| Classificació general \| Classificació general \| \| Corredor \| Corredor \| Equip \| Temps \| \| \| --------------------- \| ----------------------- \| ----------------------------- \| --------------------- \| --------------------- \| \| 1r \| Dorian Godon \| Decathlon-AG2R La Mondiale \| 3h 52' 46" \| \| \| 2n \| Gianni Vermeersch \| Alpecin-Deceuninck \| + 6" \| \| \| 3r \| Julian Alaphilippe \| Soudal Quick-Step \| + 9" \| \| \| 4t \| Tim Van Dijke \| Team Visma \\| Lease a Bike \| + 10" \| \| \| 5è \| Alexander Aranburu Deba \| Movistar Team \| + 11" \| \| \| 6è \| Antoine Aebi \| Elite Fondations Cycling Team \| + 11" \| \| \| 7è \| Jan Christen \| UAE Team Emirates \| + 11" \| \| \| 8è \| Ilan Van Wilder \| Soudal Quick-Step \| + 11" \| \| \| 9è \| Andrea Vendrame \| Decathlon-AG2R La Mondiale \| + 12" \| \| \| 10è \| Matevž Govekar \| Bahrain Victorious \| + 12" \| \| |                         |                               |            |
| |                         |                               |            |
| Font: ProCyclingStats |                         |                               |            |
| Classificació general |                         |                               |            |
| Corredor | Corredor                | Equip                         | Temps      |
| 1r | Dorian Godon            | Decathlon-AG2R La Mondiale    | 3h 52' 46" |
| 2n | Gianni Vermeersch       | Alpecin-Deceuninck            | + 6"       |
| 3r | Julian Alaphilippe      | Soudal Quick-Step             | + 9"       |
| 4t | Tim Van Dijke           | Team Visma \| Lease a Bike    | + 10"      |
| 5è | Alexander Aranburu Deba | Movistar Team                 | + 11"      |
| 6è | Antoine Aebi            | Elite Fondations Cycling Team | + 11"      |
| 7è | Jan Christen            | UAE Team Emirates             | + 11"      |
| 8è | Ilan Van Wilder         | Soudal Quick-Step             | + 11"      |
| 9è | Andrea Vendrame         | Decathlon-AG2R La Mondiale    | + 12"      |
| 10è | Matevž Govekar          | Bahrain Victorious            | + 12"      |

| Classificació general | Classificació general   | Classificació general         | Classificació general | Classificació general |
| Corredor              | Corredor                | Equip                         | Temps                 |                       |
| --------------------- | ----------------------- | ----------------------------- | --------------------- | --------------------- |
| 1r                    | Dorian Godon            | Decathlon-AG2R La Mondiale    | 3h 52' 46"            |                       |
| 2n                    | Gianni Vermeersch       | Alpecin-Deceuninck            | + 6"                  |                       |
| 3r                    | Julian Alaphilippe      | Soudal Quick-Step             | + 9"                  |                       |
| 4t                    | Tim Van Dijke           | Team Visma \| Lease a Bike    | + 10"                 |                       |
| 5è                    | Alexander Aranburu Deba | Movistar Team                 | + 11"                 |                       |
| 6è                    | Antoine Aebi            | Elite Fondations Cycling Team | + 11"                 |                       |
| 7è                    | Jan Christen            | UAE Team Emirates             | + 11"                 |                       |
| 8è                    | Ilan Van Wilder         | Soudal Quick-Step             | + 11"                 |                       |
| 9è                    | Andrea Vendrame         | Decathlon-AG2R La Mondiale    | + 12"                 |                       |
| 10è                   | Matevž Govekar          | Bahrain Victorious            | + 12"                 |                       |

### Etapa 2
25 d'abril de 2024 – Friburg fins a Les Marécottes, 171,0 km.
| \| Classificació de l'etapa \| Classificació de l'etapa \| Classificació de l'etapa \| Classificació de l'etapa \| Classificació de l'etapa \| \| Corredor \| Corredor \| Equip \| Temps \| \| \| ------------------------ \| ------------------------ \| -------------------------- \| ------------------------ \| ------------------------ \| \| 1r \| Thibau Nys \| Lidl-Trek \| 4h 02' 44" \| \| \| 2n \| Andrea Vendrame \| Decathlon-AG2R La Mondiale \| + 0" \| \| \| 3r \| Lucas Plapp \| Team Jayco AlUla \| + 4" \| \| \| 4t \| Florian Lipowitz \| Bora-Hansgrohe \| + 14" \| \| \| 5è \| Juan Ayuso Pesquera \| UAE Team Emirates \| + 16" \| \| \| 6è \| Aleksandr Vlàssov \| Bora-Hansgrohe \| + 16" \| \| \| 7è \| Adam Yates \| UAE Team Emirates \| + 16" \| \| \| 8è \| Guillaume Martin \| Cofidis \| + 16" \| \| \| 9è \| Ilan Van Wilder \| Soudal Quick-Step \| + 16" \| \| \| 10è \| Lenny Martinez \| Groupama-FDJ \| + 16" \| \| |                     |                            |            |
| |                     |                            |            |
| Font: ProCyclingStats |                     |                            |            |
| Classificació de l'etapa |                     |                            |            |
| Corredor | Corredor            | Equip                      | Temps      |
| 1r | Thibau Nys          | Lidl-Trek                  | 4h 02' 44" |
| 2n | Andrea Vendrame     | Decathlon-AG2R La Mondiale | + 0"       |
| 3r | Lucas Plapp         | Team Jayco AlUla           | + 4"       |
| 4t | Florian Lipowitz    | Bora-Hansgrohe             | + 14"      |
| 5è | Juan Ayuso Pesquera | UAE Team Emirates          | + 16"      |
| 6è | Aleksandr Vlàssov   | Bora-Hansgrohe             | + 16"      |
| 7è | Adam Yates          | UAE Team Emirates          | + 16"      |
| 8è | Guillaume Martin    | Cofidis                    | + 16"      |
| 9è | Ilan Van Wilder     | Soudal Quick-Step          | + 16"      |
| 10è | Lenny Martinez      | Groupama-FDJ               | + 16"      |

| Classificació de l'etapa | Classificació de l'etapa | Classificació de l'etapa   | Classificació de l'etapa | Classificació de l'etapa |
| Corredor                 | Corredor                 | Equip                      | Temps                    |                          |
| ------------------------ | ------------------------ | -------------------------- | ------------------------ | ------------------------ |
| 1r                       | Thibau Nys               | Lidl-Trek                  | 4h 02' 44"               |                          |
| 2n                       | Andrea Vendrame          | Decathlon-AG2R La Mondiale | + 0"                     |                          |
| 3r                       | Lucas Plapp              | Team Jayco AlUla           | + 4"                     |                          |
| 4t                       | Florian Lipowitz         | Bora-Hansgrohe             | + 14"                    |                          |
| 5è                       | Juan Ayuso Pesquera      | UAE Team Emirates          | + 16"                    |                          |
| 6è                       | Aleksandr Vlàssov        | Bora-Hansgrohe             | + 16"                    |                          |
| 7è                       | Adam Yates               | UAE Team Emirates          | + 16"                    |                          |
| 8è                       | Guillaume Martin         | Cofidis                    | + 16"                    |                          |
| 9è                       | Ilan Van Wilder          | Soudal Quick-Step          | + 16"                    |                          |
| 10è                      | Lenny Martinez           | Groupama-FDJ               | + 16"                    |                          |

| \| Classificació general \| Classificació general \| Classificació general \| Classificació general \| Classificació general \| \| Corredor \| Corredor \| Equip \| Temps \| \| \| --------------------- \| --------------------- \| -------------------------- \| --------------------- \| --------------------- \| \| 1r \| Thibau Nys \| Lidl-Trek \| 7h 55' 32" \| \| \| 2n \| Andrea Vendrame \| Decathlon-AG2R La Mondiale \| + 4" \| \| \| 3r \| Lucas Plapp \| Team Jayco AlUla \| + 22" \| \| \| 4t \| Ilan Van Wilder \| Soudal Quick-Step \| + 25" \| \| \| 5è \| Enric Mas Nicolau \| Movistar Team \| + 26" \| \| \| 6è \| Lenny Martinez \| Groupama-FDJ \| + 27" \| \| \| 7è \| Juan Ayuso Pesquera \| UAE Team Emirates \| + 27" \| \| \| 8è \| Aleksandr Vlàssov \| Bora-Hansgrohe \| + 28" \| \| \| 9è \| Yannis Voisard \| Tudor Pro Cycling Team \| + 29" \| \| \| 10è \| Adam Yates \| UAE Team Emirates \| + 29" \| \| |                     |                            |            |
| |                     |                            |            |
| Font: ProCyclingStats |                     |                            |            |
| Classificació general |                     |                            |            |
| Corredor | Corredor            | Equip                      | Temps      |
| 1r | Thibau Nys          | Lidl-Trek                  | 7h 55' 32" |
| 2n | Andrea Vendrame     | Decathlon-AG2R La Mondiale | + 4"       |
| 3r | Lucas Plapp         | Team Jayco AlUla           | + 22"      |
| 4t | Ilan Van Wilder     | Soudal Quick-Step          | + 25"      |
| 5è | Enric Mas Nicolau   | Movistar Team              | + 26"      |
| 6è | Lenny Martinez      | Groupama-FDJ               | + 27"      |
| 7è | Juan Ayuso Pesquera | UAE Team Emirates          | + 27"      |
| 8è | Aleksandr Vlàssov   | Bora-Hansgrohe             | + 28"      |
| 9è | Yannis Voisard      | Tudor Pro Cycling Team     | + 29"      |
| 10è | Adam Yates          | UAE Team Emirates          | + 29"      |

| Classificació general | Classificació general | Classificació general      | Classificació general | Classificació general |
| Corredor              | Corredor              | Equip                      | Temps                 |                       |
| --------------------- | --------------------- | -------------------------- | --------------------- | --------------------- |
| 1r                    | Thibau Nys            | Lidl-Trek                  | 7h 55' 32"            |                       |
| 2n                    | Andrea Vendrame       | Decathlon-AG2R La Mondiale | + 4"                  |                       |
| 3r                    | Lucas Plapp           | Team Jayco AlUla           | + 22"                 |                       |
| 4t                    | Ilan Van Wilder       | Soudal Quick-Step          | + 25"                 |                       |
| 5è                    | Enric Mas Nicolau     | Movistar Team              | + 26"                 |                       |
| 6è                    | Lenny Martinez        | Groupama-FDJ               | + 27"                 |                       |
| 7è                    | Juan Ayuso Pesquera   | UAE Team Emirates          | + 27"                 |                       |
| 8è                    | Aleksandr Vlàssov     | Bora-Hansgrohe             | + 28"                 |                       |
| 9è                    | Yannis Voisard        | Tudor Pro Cycling Team     | + 29"                 |                       |
| 10è                   | Adam Yates            | UAE Team Emirates          | + 29"                 |                       |

### Etapa 3
26 d'abril de 2024 – Oron fins a Oron, 15,5 km. (CRI)
| \| Classificació de l'etapa \| Classificació de l'etapa \| Classificació de l'etapa \| Classificació de l'etapa \| Classificació de l'etapa \| \| Corredor \| Corredor \| Equip \| Temps \| \| \| ------------------------ \| ------------------------ \| -------------------------- \| ------------------------ \| ------------------------ \| \| 1r \| Brandon McNulty \| UAE Team Emirates \| 20' 06" \| \| \| 2n \| Magnus Sheffield \| Ineos Grenadiers \| + 12" \| \| \| 3r \| Felix Großschartner \| UAE Team Emirates \| + 14" \| \| \| 4t \| Juan Ayuso Pesquera \| UAE Team Emirates \| + 20" \| \| \| 5è \| Bruno Armirail \| Decathlon-AG2R La Mondiale \| + 22" \| \| \| 6è \| Johan Price-Pejtersen \| Bahrain Victorious \| + 24" \| \| \| 7è \| Carlos Rodríguez Cano \| Ineos Grenadiers \| + 27" \| \| \| 8è \| Aleksandr Vlàssov \| Bora-Hansgrohe \| + 29" \| \| \| 9è \| Ilan Van Wilder \| Soudal Quick-Step \| + 30" \| \| \| 10è \| Benjamin Thomas \| Cofidis \| + 31" \| \| |                       |                            |         |
| |                       |                            |         |
| Font: ProCyclingStats |                       |                            |         |
| Classificació de l'etapa |                       |                            |         |
| Corredor | Corredor              | Equip                      | Temps   |
| 1r | Brandon McNulty       | UAE Team Emirates          | 20' 06" |
| 2n | Magnus Sheffield      | Ineos Grenadiers           | + 12"   |
| 3r | Felix Großschartner   | UAE Team Emirates          | + 14"   |
| 4t | Juan Ayuso Pesquera   | UAE Team Emirates          | + 20"   |
| 5è | Bruno Armirail        | Decathlon-AG2R La Mondiale | + 22"   |
| 6è | Johan Price-Pejtersen | Bahrain Victorious         | + 24"   |
| 7è | Carlos Rodríguez Cano | Ineos Grenadiers           | + 27"   |
| 8è | Aleksandr Vlàssov     | Bora-Hansgrohe             | + 29"   |
| 9è | Ilan Van Wilder       | Soudal Quick-Step          | + 30"   |
| 10è | Benjamin Thomas       | Cofidis                    | + 31"   |

| Classificació de l'etapa | Classificació de l'etapa | Classificació de l'etapa   | Classificació de l'etapa | Classificació de l'etapa |
| Corredor                 | Corredor                 | Equip                      | Temps                    |                          |
| ------------------------ | ------------------------ | -------------------------- | ------------------------ | ------------------------ |
| 1r                       | Brandon McNulty          | UAE Team Emirates          | 20' 06"                  |                          |
| 2n                       | Magnus Sheffield         | Ineos Grenadiers           | + 12"                    |                          |
| 3r                       | Felix Großschartner      | UAE Team Emirates          | + 14"                    |                          |
| 4t                       | Juan Ayuso Pesquera      | UAE Team Emirates          | + 20"                    |                          |
| 5è                       | Bruno Armirail           | Decathlon-AG2R La Mondiale | + 22"                    |                          |
| 6è                       | Johan Price-Pejtersen    | Bahrain Victorious         | + 24"                    |                          |
| 7è                       | Carlos Rodríguez Cano    | Ineos Grenadiers           | + 27"                    |                          |
| 8è                       | Aleksandr Vlàssov        | Bora-Hansgrohe             | + 29"                    |                          |
| 9è                       | Ilan Van Wilder          | Soudal Quick-Step          | + 30"                    |                          |
| 10è                      | Benjamin Thomas          | Cofidis                    | + 31"                    |                          |

| \| Classificació general \| Classificació general \| Classificació general \| Classificació general \| Classificació general \| \| Corredor \| Corredor \| Equip \| Temps \| \| \| --------------------- \| --------------------- \| -------------------------- \| --------------------- \| --------------------- \| \| 1r \| Juan Ayuso Pesquera \| UAE Team Emirates \| 8h 16' 26" \| \| \| 2n \| Ilan Van Wilder \| Soudal Quick-Step \| + 7" \| \| \| 3r \| Aleksandr Vlàssov \| Bora-Hansgrohe \| + 10" \| \| \| 4t \| Carlos Rodríguez Cano \| Ineos Grenadiers \| + 11" \| \| \| 5è \| Lenny Martinez \| Groupama-FDJ \| + 23" \| \| \| 6è \| Florian Lipowitz \| Bora-Hansgrohe \| + 32" \| \| \| 7è \| Lucas Plapp \| Team Jayco AlUla \| + 33" \| \| \| 8è \| Bruno Armirail \| Decathlon-AG2R La Mondiale \| + 36" \| \| \| 9è \| Yannis Voisard \| Tudor Pro Cycling Team \| + 36" \| \| \| 10è \| Damiano Caruso \| Bahrain Victorious \| + 36" \| \| |                       |                            |            |
| |                       |                            |            |
| Font: ProCyclingStats |                       |                            |            |
| Classificació general |                       |                            |            |
| Corredor | Corredor              | Equip                      | Temps      |
| 1r | Juan Ayuso Pesquera   | UAE Team Emirates          | 8h 16' 26" |
| 2n | Ilan Van Wilder       | Soudal Quick-Step          | + 7"       |
| 3r | Aleksandr Vlàssov     | Bora-Hansgrohe             | + 10"      |
| 4t | Carlos Rodríguez Cano | Ineos Grenadiers           | + 11"      |
| 5è | Lenny Martinez        | Groupama-FDJ               | + 23"      |
| 6è | Florian Lipowitz      | Bora-Hansgrohe             | + 32"      |
| 7è | Lucas Plapp           | Team Jayco AlUla           | + 33"      |
| 8è | Bruno Armirail        | Decathlon-AG2R La Mondiale | + 36"      |
| 9è | Yannis Voisard        | Tudor Pro Cycling Team     | + 36"      |
| 10è | Damiano Caruso        | Bahrain Victorious         | + 36"      |

| Classificació general | Classificació general | Classificació general      | Classificació general | Classificació general |
| Corredor              | Corredor              | Equip                      | Temps                 |                       |
| --------------------- | --------------------- | -------------------------- | --------------------- | --------------------- |
| 1r                    | Juan Ayuso Pesquera   | UAE Team Emirates          | 8h 16' 26"            |                       |
| 2n                    | Ilan Van Wilder       | Soudal Quick-Step          | + 7"                  |                       |
| 3r                    | Aleksandr Vlàssov     | Bora-Hansgrohe             | + 10"                 |                       |
| 4t                    | Carlos Rodríguez Cano | Ineos Grenadiers           | + 11"                 |                       |
| 5è                    | Lenny Martinez        | Groupama-FDJ               | + 23"                 |                       |
| 6è                    | Florian Lipowitz      | Bora-Hansgrohe             | + 32"                 |                       |
| 7è                    | Lucas Plapp           | Team Jayco AlUla           | + 33"                 |                       |
| 8è                    | Bruno Armirail        | Decathlon-AG2R La Mondiale | + 36"                 |                       |
| 9è                    | Yannis Voisard        | Tudor Pro Cycling Team     | + 36"                 |                       |
| 10è                   | Damiano Caruso        | Bahrain Victorious         | + 36"                 |                       |

### Etapa 4
27 d'abril de 2024 – Saillon fins a Leysin, 151,7 km.
| \| Classificació de l'etapa \| Classificació de l'etapa \| Classificació de l'etapa \| Classificació de l'etapa \| Classificació de l'etapa \| \| Corredor \| Corredor \| Equip \| Temps \| \| \| ------------------------ \| -------------------------- \| ------------------------ \| ------------------------ \| ------------------------ \| \| 1r \| Richard Carapaz Montenegro \| EF Education-EasyPost \| 4h 06' 03" \| \| \| 2n \| Florian Lipowitz \| Bora-Hansgrohe \| + 0" \| \| \| 3r \| Carlos Rodríguez Cano \| Ineos Grenadiers \| + 10" \| \| \| 4t \| Enric Mas Nicolau \| Movistar Team \| + 14" \| \| \| 5è \| Aleksandr Vlàssov \| Bora-Hansgrohe \| + 14" \| \| \| 6è \| Egan Bernal Gómez \| Ineos Grenadiers \| + 27" \| \| \| 7è \| Ilan Van Wilder \| Soudal Quick-Step \| + 31" \| \| \| 8è \| Tao Geoghegan Hart \| Lidl-Trek \| + 40" \| \| \| 9è \| David Gaudu \| Groupama-FDJ \| + 41" \| \| \| 10è \| Cristián Rodríguez Martín \| Arkéa-B&B Hotels \| + 44" \| \| |                            |                       |            |
| |                            |                       |            |
| Font: ProCyclingStats |                            |                       |            |
| Classificació de l'etapa |                            |                       |            |
| Corredor | Corredor                   | Equip                 | Temps      |
| 1r | Richard Carapaz Montenegro | EF Education-EasyPost | 4h 06' 03" |
| 2n | Florian Lipowitz           | Bora-Hansgrohe        | + 0"       |
| 3r | Carlos Rodríguez Cano      | Ineos Grenadiers      | + 10"      |
| 4t | Enric Mas Nicolau          | Movistar Team         | + 14"      |
| 5è | Aleksandr Vlàssov          | Bora-Hansgrohe        | + 14"      |
| 6è | Egan Bernal Gómez          | Ineos Grenadiers      | + 27"      |
| 7è | Ilan Van Wilder            | Soudal Quick-Step     | + 31"      |
| 8è | Tao Geoghegan Hart         | Lidl-Trek             | + 40"      |
| 9è | David Gaudu                | Groupama-FDJ          | + 41"      |
| 10è | Cristián Rodríguez Martín  | Arkéa-B&B Hotels      | + 44"      |

| Classificació de l'etapa | Classificació de l'etapa   | Classificació de l'etapa | Classificació de l'etapa | Classificació de l'etapa |
| Corredor                 | Corredor                   | Equip                    | Temps                    |                          |
| ------------------------ | -------------------------- | ------------------------ | ------------------------ | ------------------------ |
| 1r                       | Richard Carapaz Montenegro | EF Education-EasyPost    | 4h 06' 03"               |                          |
| 2n                       | Florian Lipowitz           | Bora-Hansgrohe           | + 0"                     |                          |
| 3r                       | Carlos Rodríguez Cano      | Ineos Grenadiers         | + 10"                    |                          |
| 4t                       | Enric Mas Nicolau          | Movistar Team            | + 14"                    |                          |
| 5è                       | Aleksandr Vlàssov          | Bora-Hansgrohe           | + 14"                    |                          |
| 6è                       | Egan Bernal Gómez          | Ineos Grenadiers         | + 27"                    |                          |
| 7è                       | Ilan Van Wilder            | Soudal Quick-Step        | + 31"                    |                          |
| 8è                       | Tao Geoghegan Hart         | Lidl-Trek                | + 40"                    |                          |
| 9è                       | David Gaudu                | Groupama-FDJ             | + 41"                    |                          |
| 10è                      | Cristián Rodríguez Martín  | Arkéa-B&B Hotels         | + 44"                    |                          |

| \| Classificació general \| Classificació general \| Classificació general \| Classificació general \| Classificació general \| \| Corredor \| Corredor \| Equip \| Temps \| \| \| --------------------- \| -------------------------- \| --------------------- \| --------------------- \| --------------------- \| \| 1r \| Carlos Rodríguez Cano \| Ineos Grenadiers \| 12h 22' 46" \| \| \| 2n \| Aleksandr Vlàssov \| Bora-Hansgrohe \| + 7" \| \| \| 3r \| Florian Lipowitz \| Bora-Hansgrohe \| + 9" \| \| \| 4t \| Ilan Van Wilder \| Soudal Quick-Step \| + 21" \| \| \| 5è \| Juan Ayuso Pesquera \| UAE Team Emirates \| + 27" \| \| \| 6è \| Enric Mas Nicolau \| Movistar Team \| + 38" \| \| \| 7è \| Richard Carapaz Montenegro \| EF Education-EasyPost \| + 49" \| \| \| 8è \| Lenny Martinez \| Groupama-FDJ \| + 52" \| \| \| 9è \| Tao Geoghegan Hart \| Lidl-Trek \| + 1' 02" \| \| \| 10è \| Egan Bernal Gómez \| Ineos Grenadiers \| + 1' 23" \| \| |                            |                       |             |
| |                            |                       |             |
| Font: ProCyclingStats |                            |                       |             |
| Classificació general |                            |                       |             |
| Corredor | Corredor                   | Equip                 | Temps       |
| 1r | Carlos Rodríguez Cano      | Ineos Grenadiers      | 12h 22' 46" |
| 2n | Aleksandr Vlàssov          | Bora-Hansgrohe        | + 7"        |
| 3r | Florian Lipowitz           | Bora-Hansgrohe        | + 9"        |
| 4t | Ilan Van Wilder            | Soudal Quick-Step     | + 21"       |
| 5è | Juan Ayuso Pesquera        | UAE Team Emirates     | + 27"       |
| 6è | Enric Mas Nicolau          | Movistar Team         | + 38"       |
| 7è | Richard Carapaz Montenegro | EF Education-EasyPost | + 49"       |
| 8è | Lenny Martinez             | Groupama-FDJ          | + 52"       |
| 9è | Tao Geoghegan Hart         | Lidl-Trek             | + 1' 02"    |
| 10è | Egan Bernal Gómez          | Ineos Grenadiers      | + 1' 23"    |

| Classificació general | Classificació general      | Classificació general | Classificació general | Classificació general |
| Corredor              | Corredor                   | Equip                 | Temps                 |                       |
| --------------------- | -------------------------- | --------------------- | --------------------- | --------------------- |
| 1r                    | Carlos Rodríguez Cano      | Ineos Grenadiers      | 12h 22' 46"           |                       |
| 2n                    | Aleksandr Vlàssov          | Bora-Hansgrohe        | + 7"                  |                       |
| 3r                    | Florian Lipowitz           | Bora-Hansgrohe        | + 9"                  |                       |
| 4t                    | Ilan Van Wilder            | Soudal Quick-Step     | + 21"                 |                       |
| 5è                    | Juan Ayuso Pesquera        | UAE Team Emirates     | + 27"                 |                       |
| 6è                    | Enric Mas Nicolau          | Movistar Team         | + 38"                 |                       |
| 7è                    | Richard Carapaz Montenegro | EF Education-EasyPost | + 49"                 |                       |
| 8è                    | Lenny Martinez             | Groupama-FDJ          | + 52"                 |                       |
| 9è                    | Tao Geoghegan Hart         | Lidl-Trek             | + 1' 02"              |                       |
| 10è                   | Egan Bernal Gómez          | Ineos Grenadiers      | + 1' 23"              |                       |

### Etapa 5
28 d'abril de 2024 – Vernier fins a Vernier, 150,8 km.
| \| Classificació de l'etapa \| Classificació de l'etapa \| Classificació de l'etapa \| Classificació de l'etapa \| Classificació de l'etapa \| \| Corredor \| Corredor \| Equip \| Temps \| \| \| ------------------------ \| ------------------------ \| -------------------------- \| ------------------------ \| ------------------------ \| \| 1r \| Dorian Godon \| Decathlon-AG2R La Mondiale \| 3h 22' 00" \| \| \| 2n \| Simone Consonni \| Lidl-Trek \| + 0" \| \| \| 3r \| Dion Smith \| Intermarché-Wanty \| + 0" \| \| \| 4t \| Tim Van Dijke \| Team Visma \\| Lease a Bike \| + 0" \| \| \| 5è \| Alexander Aranburu Deba \| Movistar Team \| + 0" \| \| \| 6è \| Thibau Nys \| Lidl-Trek \| + 0" \| \| \| 7è \| Clément Venturini \| Arkéa-B&B Hotels \| + 0" \| \| \| 8è \| Milan Menten \| Lotto Dstny \| + 0" \| \| \| 9è \| Thibaud Gruel \| Groupama-FDJ \| + 0" \| \| \| 10è \| Gianni Vermeersch \| Alpecin-Deceuninck \| + 0" \| \| |                         |                            |            |
| |                         |                            |            |
| Font: ProCyclingStats |                         |                            |            |
| Classificació de l'etapa |                         |                            |            |
| Corredor | Corredor                | Equip                      | Temps      |
| 1r | Dorian Godon            | Decathlon-AG2R La Mondiale | 3h 22' 00" |
| 2n | Simone Consonni         | Lidl-Trek                  | + 0"       |
| 3r | Dion Smith              | Intermarché-Wanty          | + 0"       |
| 4t | Tim Van Dijke           | Team Visma \| Lease a Bike | + 0"       |
| 5è | Alexander Aranburu Deba | Movistar Team              | + 0"       |
| 6è | Thibau Nys              | Lidl-Trek                  | + 0"       |
| 7è | Clément Venturini       | Arkéa-B&B Hotels           | + 0"       |
| 8è | Milan Menten            | Lotto Dstny                | + 0"       |
| 9è | Thibaud Gruel           | Groupama-FDJ               | + 0"       |
| 10è | Gianni Vermeersch       | Alpecin-Deceuninck         | + 0"       |

## Classificacions finals

### Classificació general
| \| Classificació general \| Classificació general \| Classificació general \| Classificació general \| Classificació general \| \| Corredor \| Corredor \| Equip \| Temps \| \| \| --------------------- \| -------------------------- \| --------------------- \| --------------------- \| --------------------- \| \| 1r \| Carlos Rodríguez Cano \| Ineos Grenadiers \| 15h 44' 46" \| \| \| 2n \| Aleksandr Vlàssov \| Bora-Hansgrohe \| + 7" \| \| \| 3r \| Florian Lipowitz \| Bora-Hansgrohe \| + 9" \| \| \| 4t \| Ilan Van Wilder \| Soudal Quick-Step \| + 21" \| \| \| 5è \| Juan Ayuso Pesquera \| UAE Team Emirates \| + 27" \| \| \| 6è \| Enric Mas Nicolau \| Movistar Team \| + 38" \| \| \| 7è \| Richard Carapaz Montenegro \| EF Education-EasyPost \| + 49" \| \| \| 8è \| Lenny Martinez \| Groupama-FDJ \| + 52" \| \| \| 9è \| Tao Geoghegan Hart \| Lidl-Trek \| + 1' 02" \| \| \| 10è \| Egan Bernal Gómez \| Ineos Grenadiers \| + 1' 23" \| \| |                            |                       |             |
| |                            |                       |             |
| Font: ProCyclingStats |                            |                       |             |
| Classificació general |                            |                       |             |
| Corredor | Corredor                   | Equip                 | Temps       |
| 1r | Carlos Rodríguez Cano      | Ineos Grenadiers      | 15h 44' 46" |
| 2n | Aleksandr Vlàssov          | Bora-Hansgrohe        | + 7"        |
| 3r | Florian Lipowitz           | Bora-Hansgrohe        | + 9"        |
| 4t | Ilan Van Wilder            | Soudal Quick-Step     | + 21"       |
| 5è | Juan Ayuso Pesquera        | UAE Team Emirates     | + 27"       |
| 6è | Enric Mas Nicolau          | Movistar Team         | + 38"       |
| 7è | Richard Carapaz Montenegro | EF Education-EasyPost | + 49"       |
| 8è | Lenny Martinez             | Groupama-FDJ          | + 52"       |
| 9è | Tao Geoghegan Hart         | Lidl-Trek             | + 1' 02"    |
| 10è | Egan Bernal Gómez          | Ineos Grenadiers      | + 1' 23"    |

| Classificació per punts | Classificació per punts | Classificació per punts    | Classificació per punts | Classificació per punts |
| Corredor                | Corredor                | Equip                      | Punts                   |                         |
| ----------------------- | ----------------------- | -------------------------- | ----------------------- | ----------------------- |
| 1r                      | Dorian Godon            | Decathlon-AG2R La Mondiale | 119 pts                 |                         |
| 2n                      | Andrea Vendrame         | Decathlon-AG2R La Mondiale | 111 pts                 |                         |
| 3r                      | Thibau Nys              | Lidl-Trek                  | 74 pts                  |                         |
| 4t                      | Florian Lipowitz        | Bora-Hansgrohe             | 43 pts                  |                         |
| 5è                      | Aleksandr Vlàssov       | Bora-Hansgrohe             | 42 pts                  |                         |
| 6è                      | Juan Ayuso Pesquera     | UAE Team Emirates          | 41 pts                  |                         |
| 7è                      | Gianni Vermeersch       | Alpecin-Deceuninck         | 40 pts                  |                         |
| 8è                      | Carlos Rodríguez Cano   | Ineos Grenadiers           | 39 pts                  |                         |
| 9è                      | Alexander Aranburu Deba | Movistar Team              | 37 pts                  |                         |
| 10è                     | Ilan Van Wilder         | Soudal Quick-Step          | 35 pts                  |                         |

| Classificació per punts | Classificació per punts | Classificació per punts    | Classificació per punts | Classificació per punts |
| Corredor                | Corredor                | Equip                      | Punts                   |                         |
| ----------------------- | ----------------------- | -------------------------- | ----------------------- | ----------------------- |
| 1r                      | Dorian Godon            | Decathlon-AG2R La Mondiale | 119 pts                 |                         |
| 2n                      | Andrea Vendrame         | Decathlon-AG2R La Mondiale | 111 pts                 |                         |
| 3r                      | Thibau Nys              | Lidl-Trek                  | 74 pts                  |                         |
| 4t                      | Florian Lipowitz        | Bora-Hansgrohe             | 43 pts                  |                         |
| 5è                      | Aleksandr Vlàssov       | Bora-Hansgrohe             | 42 pts                  |                         |
| 6è                      | Juan Ayuso Pesquera     | UAE Team Emirates          | 41 pts                  |                         |
| 7è                      | Gianni Vermeersch       | Alpecin-Deceuninck         | 40 pts                  |                         |
| 8è                      | Carlos Rodríguez Cano   | Ineos Grenadiers           | 39 pts                  |                         |
| 9è                      | Alexander Aranburu Deba | Movistar Team              | 37 pts                  |                         |
| 10è                     | Ilan Van Wilder         | Soudal Quick-Step          | 35 pts                  |                         |

| Classificació de la muntanya | Classificació de la muntanya | Classificació de la muntanya | Classificació de la muntanya | Classificació de la muntanya |
| Corredor                     | Corredor                     | Equip                        | Punts                        |                              |
| ---------------------------- | ---------------------------- | ---------------------------- | ---------------------------- | ---------------------------- |
| 1r                           | Juri Hollmann                | Alpecin-Deceuninck           | 35 pts                       |                              |
| 2n                           | Bart Lemmen                  | Team Visma \| Lease a Bike   | 24 pts                       |                              |
| 3r                           | Fausto Masnada               | Soudal Quick-Step            | 23 pts                       |                              |
| 4t                           | Nélson Oliveira              | Movistar Team                | 18 pts                       |                              |
| 5è                           | Andrea Vendrame              | Decathlon-AG2R La Mondiale   | 16 pts                       |                              |
| 6è                           | Raúl García Pierna           | Arkéa-B&B Hotels             | 16 pts                       |                              |
| 7è                           | Richard Carapaz Montenegro   | EF Education-EasyPost        | 15 pts                       |                              |
| 8è                           | Clément Berthet              | Decathlon-AG2R La Mondiale   | 15 pts                       |                              |
| 9è                           | Carlos Rodríguez Cano        | Ineos Grenadiers             | 10 pts                       |                              |
| 10è                          | Rémi Cavagna                 | Movistar Team                | 9 pts                        |                              |

| Classificació de la muntanya | Classificació de la muntanya | Classificació de la muntanya | Classificació de la muntanya | Classificació de la muntanya |
| Corredor                     | Corredor                     | Equip                        | Punts                        |                              |
| ---------------------------- | ---------------------------- | ---------------------------- | ---------------------------- | ---------------------------- |
| 1r                           | Juri Hollmann                | Alpecin-Deceuninck           | 35 pts                       |                              |
| 2n                           | Bart Lemmen                  | Team Visma \| Lease a Bike   | 24 pts                       |                              |
| 3r                           | Fausto Masnada               | Soudal Quick-Step            | 23 pts                       |                              |
| 4t                           | Nélson Oliveira              | Movistar Team                | 18 pts                       |                              |
| 5è                           | Andrea Vendrame              | Decathlon-AG2R La Mondiale   | 16 pts                       |                              |
| 6è                           | Raúl García Pierna           | Arkéa-B&B Hotels             | 16 pts                       |                              |
| 7è                           | Richard Carapaz Montenegro   | EF Education-EasyPost        | 15 pts                       |                              |
| 8è                           | Clément Berthet              | Decathlon-AG2R La Mondiale   | 15 pts                       |                              |
| 9è                           | Carlos Rodríguez Cano        | Ineos Grenadiers             | 10 pts                       |                              |
| 10è                          | Rémi Cavagna                 | Movistar Team                | 9 pts                        |                              |

| Classificació del millor jove | Classificació del millor jove | Classificació del millor jove | Classificació del millor jove | Classificació del millor jove |
| Corredor                      | Corredor                      | Equip                         | Temps                         |                               |
| ----------------------------- | ----------------------------- | ----------------------------- | ----------------------------- | ----------------------------- |
| 1r                            | Carlos Rodríguez Cano         | Ineos Grenadiers              | 15h 44' 46"                   |                               |
| 2n                            | Florian Lipowitz              | Bora-Hansgrohe                | + 9"                          |                               |
| 3r                            | Ilan Van Wilder               | Soudal Quick-Step             | + 21"                         |                               |
| 4t                            | Juan Ayuso Pesquera           | UAE Team Emirates             | + 27"                         |                               |
| 5è                            | Lenny Martinez                | Groupama-FDJ                  | + 52"                         |                               |
| 6è                            | Johannes Staune-Mittet        | Team Visma \| Lease a Bike    | + 3' 43"                      |                               |
| 7è                            | Darren Rafferty               | EF Education-EasyPost         | + 3' 59"                      |                               |
| 8è                            | Jan Christen                  | UAE Team Emirates             | + 9' 00"                      |                               |
| 9è                            | Edoardo Zambanini             | Bahrain Victorious            | + 16' 55"                     |                               |
| 10è                           | Thibau Nys                    | Lidl-Trek                     | + 24' 54"                     |                               |

| Classificació del millor jove | Classificació del millor jove | Classificació del millor jove | Classificació del millor jove | Classificació del millor jove |
| Corredor                      | Corredor                      | Equip                         | Temps                         |                               |
| ----------------------------- | ----------------------------- | ----------------------------- | ----------------------------- | ----------------------------- |
| 1r                            | Carlos Rodríguez Cano         | Ineos Grenadiers              | 15h 44' 46"                   |                               |
| 2n                            | Florian Lipowitz              | Bora-Hansgrohe                | + 9"                          |                               |
| 3r                            | Ilan Van Wilder               | Soudal Quick-Step             | + 21"                         |                               |
| 4t                            | Juan Ayuso Pesquera           | UAE Team Emirates             | + 27"                         |                               |
| 5è                            | Lenny Martinez                | Groupama-FDJ                  | + 52"                         |                               |
| 6è                            | Johannes Staune-Mittet        | Team Visma \| Lease a Bike    | + 3' 43"                      |                               |
| 7è                            | Darren Rafferty               | EF Education-EasyPost         | + 3' 59"                      |                               |
| 8è                            | Jan Christen                  | UAE Team Emirates             | + 9' 00"                      |                               |
| 9è                            | Edoardo Zambanini             | Bahrain Victorious            | + 16' 55"                     |                               |
| 10è                           | Thibau Nys                    | Lidl-Trek                     | + 24' 54"                     |                               |

| Classificació per equips | Classificació per equips   | Classificació per equips | Classificació per equips |
| Equip                    | Equip                      | Temps                    |                          |
| ------------------------ | -------------------------- | ------------------------ | ------------------------ |
| 1r                       | UAE Team Emirates          | 47h 16' 20"              |                          |
| 2n                       | Bora-Hansgrohe             | + 45"                    |                          |
| 3r                       | Ineos Grenadiers           | + 1' 51"                 |                          |
| 4t                       | Q36.5 Pro Cycling Team     | + 10' 33"                |                          |
| 5è                       | Groupama-FDJ               | + 12' 11"                |                          |
| 6è                       | Lidl-Trek                  | + 15' 57"                |                          |
| 7è                       | Movistar Team              | + 16' 32"                |                          |
| 8è                       | Team Jayco AlUla           | + 18' 17"                |                          |
| 9è                       | EF Education-EasyPost      | + 19' 23"                |                          |
| 10è                      | Team Visma \| Lease a Bike | + 22' 16"                |                          |

| Classificació per equips | Classificació per equips   | Classificació per equips | Classificació per equips |
| Equip                    | Equip                      | Temps                    |                          |
| ------------------------ | -------------------------- | ------------------------ | ------------------------ |
| 1r                       | UAE Team Emirates          | 47h 16' 20"              |                          |
| 2n                       | Bora-Hansgrohe             | + 45"                    |                          |
| 3r                       | Ineos Grenadiers           | + 1' 51"                 |                          |
| 4t                       | Q36.5 Pro Cycling Team     | + 10' 33"                |                          |
| 5è                       | Groupama-FDJ               | + 12' 11"                |                          |
| 6è                       | Lidl-Trek                  | + 15' 57"                |                          |
| 7è                       | Movistar Team              | + 16' 32"                |                          |
| 8è                       | Team Jayco AlUla           | + 18' 17"                |                          |
| 9è                       | EF Education-EasyPost      | + 19' 23"                |                          |
| 10è                      | Team Visma \| Lease a Bike | + 22' 16"                |                          |

## Evolució de les classificacions
| Etapa | Vencedor        | Classificació general | Classificació per punts | Classificació de la munyanya | Classificació dels joves | Classificació del suïssos | Classificació per equips | Premi de la combativitat |
| ----- | --------------- | --------------------- | ----------------------- | ---------------------------- | ------------------------ | ------------------------- | ------------------------ | ------------------------ |
| P     | Maikel Zijlaard | Maikel Zijlaard       | Maikel Zijlaard         | no entregat                  | Tim van Dijke            | Antoine Aebi              | Bahrain–Victorious       | no entregat              |
| 1     | Dorian Godon    | Dorian Godon          | Dorian Godon            | Juri Hollmann                | Tim van Dijke            | Antoine Aebi              | Bahrain–Victorious       | Fausto Masnada           |
| 2     | Thibau Nys      | Thibau Nys            | Andrea Vendrame         | Juri Hollmann                | Thibau Nys               | Yannis Voisard            | Bahrain–Victorious       | Roger Adrià              |
| 3     | Brandon McNulty | Juan Ayuso            | Andrea Vendrame         | Juri Hollmann                | Juan Ayuso               | Yannis Voisard            | UAE Team Emirates        | no entregat              |
| 4     | Richard Carapaz | Carlos Rodríguez      | Andrea Vendrame         | Juri Hollmann                | Carlos Rodríguez         | Yannis Voisard            | UAE Team Emirates        | Clément Berthet          |
| 5     | Dorian Godon    | Carlos Rodríguez      | Dorian Godon            | Juri Hollmann                | Carlos Rodríguez         | Yannis Voisard            | UAE Team Emirates        | Rémi Cavagna             |
| Final | Final           | Carlos Rodríguez      | Dorian Godon            | Juri Hollmann                | Carlos Rodríguez         | Yannis Voisard            | UAE Team Emirates        | Andrea Vendrame          |

1. ↑  Durant la segona etapa, Cameron Scott, qui era el segon classificat en la classificació de punts, portà el mallot taronja, ja que Maikel Zijlaard portà el mallot groc com a líder de la general.
2. ↑  Tot i que no hi hagué classificació, el mallot fou entregat a Maikel Zijlaard i, durant la segona etapa, fou portat per Julian Alaphilippe.
3. ↑  Durant la tercera etapa, Gianni Vermeersch, qui era el segon classificat en la classificació de punts, portà el mallot taronja, ja que Dorian Godon portà el mallot groc com a líder de la general.
4. ↑  Durant la quarta etapa, Ilan Van Wilder, qui era el segon classificat en la classificació dels joves, portà el mallot blanc, ja que Juan Ayuso portà el mallot groc com a líder de la general.
5. ↑  Durant la cinquena etapa, Florian Lipowitz, qui era el segon classificat en la classificació dels joves, portà el mallot blanc, ja que Carlos Rodríguez portà el mallot groc com a líder de la general.

## Llista de participants
| UAE Team Emirates UAD | UAE Team Emirates UAD         | UAE Team Emirates UAD |
| --------------------- | ----------------------------- | --------------------- |
| Núm                   | Ciclista                      | Pos                   |
| 1                     | Adam Yates (GBR)              | 13è                   |
| 2                     | Ivo Oliveira (POR)            | 114è                  |
| 3                     | Juan Ayuso Pesquera (ESP)     | 5è                    |
| 4                     | Jan Christen (SUI)            | 31è                   |
| 5                     | Felix Großschartner (AUT)     | 62è                   |
| 6                     | Brandon McNulty (USA) (crono) | DNF-5                 |
| 7                     | Pàvel Sivakov (FRA)           | 18è                   |

| Team Visma \| Lease a Bike TVL | Team Visma \| Lease a Bike TVL | Team Visma \| Lease a Bike TVL |
| ------------------------------ | ------------------------------ | ------------------------------ |
| Núm                            | Ciclista                       | Pos                            |
| 11                             | Jan Tratnik (SLO)              | 32è                            |
| 12                             | Koen Bouwman (NED)             | NP-5                           |
| 13                             | Robert Gesink (NED)            | 39è                            |
| 14                             | Bart Lemmen (NED)              | 64è                            |
| 15                             | Johannes Staune-Mittet (NOR)   | 20è                            |
| 16                             | Tim Van Dijke (NED)            | 72è                            |
| 17                             | Julien Vermote (BEL)           | 81è                            |

| Soudal Quick-Step SOQ | Soudal Quick-Step SOQ        | Soudal Quick-Step SOQ |
| --------------------- | ---------------------------- | --------------------- |
| Núm                   | Ciclista                     | Pos                   |
| 21                    | Julian Alaphilippe (FRA)     | 33è                   |
| 22                    | Kasper Asgreen (DEN) (crono) | 74è                   |
| 23                    | Mattia Cattaneo (ITA)        | DNF-1                 |
| 24                    | Josef Černý (CZE)            | 111è                  |
| 25                    | Fausto Masnada (ITA)         | 42è                   |
| 26                    | Pepijn Reinderink (NED)      | 70è                   |
| 27                    | Ilan Van Wilder (BEL)        | 4t                    |

| Alpecin-Deceuninck ADC | Alpecin-Deceuninck ADC  | Alpecin-Deceuninck ADC |
| ---------------------- | ----------------------- | ---------------------- |
| Núm                    | Ciclista                | Pos                    |
| 31                     | Gianni Vermeersch (BEL) | 58è                    |
| 32                     | Juri Hollmann (GER)     | 65è                    |
| 33                     | Senne Leysen (BEL)      | DNF-5                  |
| 34                     | Xandro Meurisse (BEL)   | DNF-4                  |
| 35                     | Oscar Riesebeek (NED)   | 113è                   |
| 36                     | Stan Van Tricht (BEL)   | DNF-4                  |
| 37                     | Luca Vergallito (ITA)   | 26è                    |

| Lidl-Trek LTK | Lidl-Trek LTK            | Lidl-Trek LTK |
| ------------- | ------------------------ | ------------- |
| Núm           | Ciclista                 | Pos           |
| 41            | Tao Geoghegan Hart (GBR) | 9è            |
| 42            | Giulio Ciccone (ITA)     | 35è           |
| 43            | Simone Consonni (ITA)    | 93è           |
| 44            | Patrick Konrad (AUT)     | 30è           |
| 45            | Jacopo Mosca (ITA)       | 109è          |
| 46            | Thibau Nys (BEL)         | 48è           |
| 47            | Sam Oomen (NED)          | 43è           |

| Bora-Hansgrohe BOH | Bora-Hansgrohe BOH          | Bora-Hansgrohe BOH |
| ------------------ | --------------------------- | ------------------ |
| Núm                | Ciclista                    | Pos                |
| 51                 | Aleksandr Vlàssov           | 2n                 |
| 52                 | Roger Adrià Oliveras (ESP)  | 38è                |
| 53                 | Patrick Gamper (AUT)        | NP-4               |
| 54                 | Sergio Higuita García (COL) | 82è                |
| 55                 | Jai Hindley (AUS)           | 28è                |
| 56                 | Florian Lipowitz (GER)      | 3r                 |
| 57                 | Anton Palzer (GER)          | 44è                |

| Team Jayco AlUla JAY | Team Jayco AlUla JAY          | Team Jayco AlUla JAY |
| -------------------- | ----------------------------- | -------------------- |
| Núm                  | Ciclista                      | Pos                  |
| 61                   | Simon Yates (GBR)             | 11è                  |
| 62                   | Edward Dunbar (IRL)           | NP-5                 |
| 63                   | Michael Hepburn (AUS)         | 104è                 |
| 64                   | Christopher Juul-Jensen (DEN) | 61è                  |
| 65                   | David Peña (COL)              | DNF-5                |
| 66                   | Lucas Plapp (AUS)             | DNF-5                |
| 67                   | Callum Scotson (AUS)          | 50è                  |

| Bahrain Victorious TBV | Bahrain Victorious TBV      | Bahrain Victorious TBV |
| ---------------------- | --------------------------- | ---------------------- |
| Núm                    | Ciclista                    | Pos                    |
| 71                     | Damiano Caruso (ITA)        | NP-5                   |
| 72                     | Nikias Arndt (GER)          | 119è                   |
| 73                     | Matevž Govekar (SLO)        | 90è                    |
| 74                     | Rainer Kepplinger (AUT)     | 63è                    |
| 75                     | Johan Price-Pejtersen (DEN) | 118è                   |
| 76                     | Cameron Scott (AUS)         | 126è                   |
| 77                     | Edoardo Zambanini (ITA)     | 37è                    |

| Ineos Grenadiers IGD | Ineos Grenadiers IGD                       | Ineos Grenadiers IGD |
| -------------------- | ------------------------------------------ | -------------------- |
| Núm                  | Ciclista                                   | Pos                  |
| 81                   | Egan Bernal Gómez (COL)                    | 10è                  |
| 82                   | Thymen Arensman (NED)                      | 27è                  |
| 83                   | Jonathan Castroviejo Nicolás (ESP) (crono) | 71è                  |
| 84                   | Ethan Hayter (GBR)                         | 73è                  |
| 85                   | Carlos Rodríguez Cano (ESP)                | 1r                   |
| 86                   | Óscar Rodríguez Garaicoechea (ESP)         | 97è                  |
| 87                   | Magnus Sheffield (USA)                     | 55è                  |

| Groupama-FDJ GFC | Groupama-FDJ GFC      | Groupama-FDJ GFC |
| ---------------- | --------------------- | ---------------- |
| Núm              | Ciclista              | Pos              |
| 91               | Cyril Barthe (FRA)    | NP-5             |
| 92               | David Gaudu (FRA)     | 14è              |
| 93               | Thibaud Gruel (FRA)   | 67è              |
| 94               | Lenny Martinez (FRA)  | 8è               |
| 95               | Rudy Molard (FRA)     | 36è              |
| 96               | Enzo Paleni (FRA)     | 56è              |
| 97               | Reuben Thompson (NZL) | 99è              |

| Decathlon-AG2R La Mondiale DAT | Decathlon-AG2R La Mondiale DAT | Decathlon-AG2R La Mondiale DAT |
| ------------------------------ | ------------------------------ | ------------------------------ |
| Núm                            | Ciclista                       | Pos                            |
| 101                            | Clément Berthet (FRA)          | 25è                            |
| 102                            | Bruno Armirail (FRA)           | 53è                            |
| 103                            | Dorian Godon (FRA)             | 60è                            |
| 104                            | Jaakko Hänninen (FIN)          | 66è                            |
| 105                            | Jordan Labrosse (FRA)          | DNF-4                          |
| 106                            | Nicolas Prodhomme (FRA)        | 22è                            |
| 107                            | Andrea Vendrame (ITA)          | 49è                            |

| Arkéa-B&B Hotels ARK | Arkéa-B&B Hotels ARK            | Arkéa-B&B Hotels ARK |
| -------------------- | ------------------------------- | -------------------- |
| Núm                  | Ciclista                        | Pos                  |
| 111                  | Cristián Rodríguez Martín (ESP) | 12è                  |
| 112                  | Raúl García Pierna (ESP)        | 52è                  |
| 113                  | Thibault Guernalec (FRA)        | 101è                 |
| 114                  | Laurens Huys (BEL)              | 47è                  |
| 115                  | Łukasz Owsian (POL)             | 105è                 |
| 116                  | Alan Riou (FRA)                 | NP-3                 |
| 117                  | Clément Venturini (FRA)         | 75è                  |

| Cofidis COF | Cofidis COF               | Cofidis COF |
| ----------- | ------------------------- | ----------- |
| Núm         | Ciclista                  | Pos         |
| 121         | Guillaume Martin (FRA)    | 17è         |
| 122         | Jesús Herrada López (ESP) | 69è         |
| 123         | Nolann Mahoudo (FRA)      | DNF-5       |
| 124         | Axel Mariault (FRA)       | 106è        |
| 125         | Stefano Oldani (ITA)      | 117è        |
| 126         | Benjamin Thomas (FRA)     | 79è         |
| 127         | Hugo Toumire (FRA)        | 102è        |

| Movistar Team MOV | Movistar Team MOV             | Movistar Team MOV |
| ----------------- | ----------------------------- | ----------------- |
| Núm               | Ciclista                      | Pos               |
| 131               | Enric Mas Nicolau (ESP)       | 6è                |
| 132               | Alexander Aranburu Deba (ESP) | 51è               |
| 133               | Jorge Arcas (ESP)             | 80è               |
| 134               | Rémi Cavagna (FRA) (crono)    | 94è               |
| 135               | Johan Jacobs (SUI)            | 108è              |
| 136               | Nélson Oliveira (POR)         | 45è               |
| 137               | Iván Ramiro Sosa Cuervo (COL) | 24è               |

| EF Education-EasyPost EFE | EF Education-EasyPost EFE               | EF Education-EasyPost EFE |
| ------------------------- | --------------------------------------- | ------------------------- |
| Núm                       | Ciclista                                | Pos                       |
| 141                       | Richard Carapaz Montenegro (ECU) (ruta) | 7è                        |
| 142                       | Andrey Amador Bikkazakova (CRC)         | DNF-2                     |
| 143                       | Stefan de Bod (RSA)                     | 95è                       |
| 144                       | Darren Rafferty (IRL)                   | 23è                       |
| 145                       | James Shaw (GBR)                        | 107è                      |
| 146                       | Rigoberto Urán (COL)                    | 41è                       |
| 147                       | Michael Valgren Andersen (DEN)          | 91è                       |

| Team dsm-firmenich PostNL DFP | Team dsm-firmenich PostNL DFP | Team dsm-firmenich PostNL DFP |
| ----------------------------- | ----------------------------- | ----------------------------- |
| Núm                           | Ciclista                      | Pos                           |
| 151                           | Gijs Leemreize (NED)          | NP-5                          |
| 152                           | Pavel Bittner (CZE)           | NP-5                          |
| 153                           | Patrick Eddy (AUS)            | 116è                          |
| 154                           | Sean Flynn (GBR)              | DNF-5                         |
| 155                           | Emīls Liepiņš (LAT) (ruta)    | NP-5                          |
| 156                           | Niklas Märkl (GER)            | NP-5                          |
| 157                           | Tim Naberman (NED)            | 122è                          |

| Astana Qazaqstan Team AST | Astana Qazaqstan Team AST             | Astana Qazaqstan Team AST |
| ------------------------- | ------------------------------------- | ------------------------- |
| Núm                       | Ciclista                              | Pos                       |
| 161                       | Aleksei Lutsenko (KAZ) (ruta i crono) | DNF-1                     |
| 162                       | Igor Chzhan (KAZ)                     | DNF-1                     |
| 163                       | Anton Kuzmin (KAZ)                    | 98è                       |
| 164                       | Daniil Marukhin (KAZ)                 | DNF-4                     |
| 165                       | Henok Mulubrhan (ERI) (ruta)          | 46è                       |
| 166                       | Harold Tejada (COL)                   | 34è                       |
| 167                       | Santiago Umba (COL)                   | NP-2                      |

| Intermarché-Wanty IWA | Intermarché-Wanty IWA                | Intermarché-Wanty IWA |
| --------------------- | ------------------------------------ | --------------------- |
| Núm                   | Ciclista                             | Pos                   |
| 171                   | Louis Meintjes (RSA)                 | 29è                   |
| 172                   | Alexy Faure Prost (FRA)              | 120è                  |
| 173                   | Kobe Goossens (BEL)                  | 59è                   |
| 174                   | Rune Herregodts (BEL)                | DNF-4                 |
| 175                   | Tom Paquot (BEL)                     | 115è                  |
| 176                   | Dion Smith (NZL)                     | 88è                   |
| 177                   | Roel Daan van Sintmaartensdijk (NED) | 92è                   |

| Lotto Dstny LTD | Lotto Dstny LTD         | Lotto Dstny LTD |
| --------------- | ----------------------- | --------------- |
| Núm             | Ciclista                | Pos             |
| 181             | Andreas Kron (DEN)      | 54è             |
| 182             | Thomas De Gendt (BEL)   | DNF-5           |
| 183             | Jarrad Drizners (AUS)   | 96è             |
| 184             | Milan Menten (BEL)      | 83è             |
| 185             | Sylvain Moniquet (BEL)  | NP-4            |
| 186             | Eduardo Sepúlveda (ARG) | 87è             |
| 187             | Harm Vanhoucke (BEL)    | 16è             |

| Tudor Pro Cycling Team TUD | Tudor Pro Cycling Team TUD  | Tudor Pro Cycling Team TUD |
| -------------------------- | --------------------------- | -------------------------- |
| Núm                        | Ciclista                    | Pos                        |
| 191                        | Yannis Voisard (SUI)        | 21è                        |
| 192                        | Marco Brenner (GER)         | 77è                        |
| 193                        | Alberto Dainese (ITA)       | 112è                       |
| 194                        | Arthur Kluckers (LUX)       | 121è                       |
| 195                        | Sébastien Reichenbach (SUI) | 57è                        |
| 196                        | Luc Wirtgen (LUX)           | 76è                        |
| 197                        | Maikel Zijlaard (NED)       | DNF-2                      |

| Q36.5 Pro Cycling Team Q36 | Q36.5 Pro Cycling Team Q36       | Q36.5 Pro Cycling Team Q36 |
| -------------------------- | -------------------------------- | -------------------------- |
| Núm                        | Ciclista                         | Pos                        |
| 201                        | Damien Howson (AUS)              | 19è                        |
| 202                        | Xabier Mikel Azparren (ESP)      | DNF-3                      |
| 203                        | Matteo Badilatti (SUI)           | 40è                        |
| 204                        | Fabio Christen (SUI)             | 84è                        |
| 205                        | David de la Cruz Melgarejo (ESP) | 15è                        |
| 206                        | Matteo Moschetti (ITA)           | 125è                       |
| 207                        | Joey Rosskopf (USA)              | 100è                       |

| Team Corratec-Vini Fantini COR | Team Corratec-Vini Fantini COR | Team Corratec-Vini Fantini COR |
| ------------------------------ | ------------------------------ | ------------------------------ |
| Núm                            | Ciclista                       | Pos                            |
| 211                            | Valentin Darbellay (SUI)       | 68è                            |
| 212                            | Matteo Amella (ITA)            | DNF-5                          |
| 213                            | Davide Baldaccini (ITA)        | 124è                           |
| 214                            | Antoine Debons (SUI)           | DNF-5                          |
| 215                            | Marco Murgano (ITA)            | DNF-2                          |
| 216                            | Jan Stöckli (SUI)              | NP-1                           |
| 217                            | Kyrylo Tsarenko (UKR)          | 103è                           |

| Suïssa SUI | Suïssa SUI       | Suïssa SUI |
| ---------- | ---------------- | ---------- |
| Núm        | Ciclista         | Pos        |
| 221        | Alexandre Balmer | 86è        |
| 222        | Antoine Aebi     | 85è        |
| 223        | Matteo Constant  | NP-2       |
| 224        | Luca Jenni       | 89è        |
| 225        | Jan Sommer       | 78è        |
| 226        | Lars Sommer      | 110è       |
| 227        | Félix Stehli     | 123è       |

| UAE Team Emirates UAD | UAE Team Emirates UAD         | UAE Team Emirates UAD |
| --------------------- | ----------------------------- | --------------------- |
| Núm                   | Ciclista                      | Pos                   |
| 1                     | Adam Yates (GBR)              | 13è                   |
| 2                     | Ivo Oliveira (POR)            | 114è                  |
| 3                     | Juan Ayuso Pesquera (ESP)     | 5è                    |
| 4                     | Jan Christen (SUI)            | 31è                   |
| 5                     | Felix Großschartner (AUT)     | 62è                   |
| 6                     | Brandon McNulty (USA) (crono) | DNF-5                 |
| 7                     | Pàvel Sivakov (FRA)           | 18è                   |

| Team Visma \| Lease a Bike TVL | Team Visma \| Lease a Bike TVL | Team Visma \| Lease a Bike TVL |
| ------------------------------ | ------------------------------ | ------------------------------ |
| Núm                            | Ciclista                       | Pos                            |
| 11                             | Jan Tratnik (SLO)              | 32è                            |
| 12                             | Koen Bouwman (NED)             | NP-5                           |
| 13                             | Robert Gesink (NED)            | 39è                            |
| 14                             | Bart Lemmen (NED)              | 64è                            |
| 15                             | Johannes Staune-Mittet (NOR)   | 20è                            |
| 16                             | Tim Van Dijke (NED)            | 72è                            |
| 17                             | Julien Vermote (BEL)           | 81è                            |

| Soudal Quick-Step SOQ | Soudal Quick-Step SOQ        | Soudal Quick-Step SOQ |
| --------------------- | ---------------------------- | --------------------- |
| Núm                   | Ciclista                     | Pos                   |
| 21                    | Julian Alaphilippe (FRA)     | 33è                   |
| 22                    | Kasper Asgreen (DEN) (crono) | 74è                   |
| 23                    | Mattia Cattaneo (ITA)        | DNF-1                 |
| 24                    | Josef Černý (CZE)            | 111è                  |
| 25                    | Fausto Masnada (ITA)         | 42è                   |
| 26                    | Pepijn Reinderink (NED)      | 70è                   |
| 27                    | Ilan Van Wilder (BEL)        | 4t                    |

| Alpecin-Deceuninck ADC | Alpecin-Deceuninck ADC  | Alpecin-Deceuninck ADC |
| ---------------------- | ----------------------- | ---------------------- |
| Núm                    | Ciclista                | Pos                    |
| 31                     | Gianni Vermeersch (BEL) | 58è                    |
| 32                     | Juri Hollmann (GER)     | 65è                    |
| 33                     | Senne Leysen (BEL)      | DNF-5                  |
| 34                     | Xandro Meurisse (BEL)   | DNF-4                  |
| 35                     | Oscar Riesebeek (NED)   | 113è                   |
| 36                     | Stan Van Tricht (BEL)   | DNF-4                  |
| 37                     | Luca Vergallito (ITA)   | 26è                    |

| Lidl-Trek LTK | Lidl-Trek LTK            | Lidl-Trek LTK |
| ------------- | ------------------------ | ------------- |
| Núm           | Ciclista                 | Pos           |
| 41            | Tao Geoghegan Hart (GBR) | 9è            |
| 42            | Giulio Ciccone (ITA)     | 35è           |
| 43            | Simone Consonni (ITA)    | 93è           |
| 44            | Patrick Konrad (AUT)     | 30è           |
| 45            | Jacopo Mosca (ITA)       | 109è          |
| 46            | Thibau Nys (BEL)         | 48è           |
| 47            | Sam Oomen (NED)          | 43è           |

| Bora-Hansgrohe BOH | Bora-Hansgrohe BOH          | Bora-Hansgrohe BOH |
| ------------------ | --------------------------- | ------------------ |
| Núm                | Ciclista                    | Pos                |
| 51                 | Aleksandr Vlàssov           | 2n                 |
| 52                 | Roger Adrià Oliveras (ESP)  | 38è                |
| 53                 | Patrick Gamper (AUT)        | NP-4               |
| 54                 | Sergio Higuita García (COL) | 82è                |
| 55                 | Jai Hindley (AUS)           | 28è                |
| 56                 | Florian Lipowitz (GER)      | 3r                 |
| 57                 | Anton Palzer (GER)          | 44è                |

| Team Jayco AlUla JAY | Team Jayco AlUla JAY          | Team Jayco AlUla JAY |
| -------------------- | ----------------------------- | -------------------- |
| Núm                  | Ciclista                      | Pos                  |
| 61                   | Simon Yates (GBR)             | 11è                  |
| 62                   | Edward Dunbar (IRL)           | NP-5                 |
| 63                   | Michael Hepburn (AUS)         | 104è                 |
| 64                   | Christopher Juul-Jensen (DEN) | 61è                  |
| 65                   | David Peña (COL)              | DNF-5                |
| 66                   | Lucas Plapp (AUS)             | DNF-5                |
| 67                   | Callum Scotson (AUS)          | 50è                  |

| Bahrain Victorious TBV | Bahrain Victorious TBV      | Bahrain Victorious TBV |
| ---------------------- | --------------------------- | ---------------------- |
| Núm                    | Ciclista                    | Pos                    |
| 71                     | Damiano Caruso (ITA)        | NP-5                   |
| 72                     | Nikias Arndt (GER)          | 119è                   |
| 73                     | Matevž Govekar (SLO)        | 90è                    |
| 74                     | Rainer Kepplinger (AUT)     | 63è                    |
| 75                     | Johan Price-Pejtersen (DEN) | 118è                   |
| 76                     | Cameron Scott (AUS)         | 126è                   |
| 77                     | Edoardo Zambanini (ITA)     | 37è                    |

| Ineos Grenadiers IGD | Ineos Grenadiers IGD                       | Ineos Grenadiers IGD |
| -------------------- | ------------------------------------------ | -------------------- |
| Núm                  | Ciclista                                   | Pos                  |
| 81                   | Egan Bernal Gómez (COL)                    | 10è                  |
| 82                   | Thymen Arensman (NED)                      | 27è                  |
| 83                   | Jonathan Castroviejo Nicolás (ESP) (crono) | 71è                  |
| 84                   | Ethan Hayter (GBR)                         | 73è                  |
| 85                   | Carlos Rodríguez Cano (ESP)                | 1r                   |
| 86                   | Óscar Rodríguez Garaicoechea (ESP)         | 97è                  |
| 87                   | Magnus Sheffield (USA)                     | 55è                  |

| Groupama-FDJ GFC | Groupama-FDJ GFC      | Groupama-FDJ GFC |
| ---------------- | --------------------- | ---------------- |
| Núm              | Ciclista              | Pos              |
| 91               | Cyril Barthe (FRA)    | NP-5             |
| 92               | David Gaudu (FRA)     | 14è              |
| 93               | Thibaud Gruel (FRA)   | 67è              |
| 94               | Lenny Martinez (FRA)  | 8è               |
| 95               | Rudy Molard (FRA)     | 36è              |
| 96               | Enzo Paleni (FRA)     | 56è              |
| 97               | Reuben Thompson (NZL) | 99è              |

| Decathlon-AG2R La Mondiale DAT | Decathlon-AG2R La Mondiale DAT | Decathlon-AG2R La Mondiale DAT |
| ------------------------------ | ------------------------------ | ------------------------------ |
| Núm                            | Ciclista                       | Pos                            |
| 101                            | Clément Berthet (FRA)          | 25è                            |
| 102                            | Bruno Armirail (FRA)           | 53è                            |
| 103                            | Dorian Godon (FRA)             | 60è                            |
| 104                            | Jaakko Hänninen (FIN)          | 66è                            |
| 105                            | Jordan Labrosse (FRA)          | DNF-4                          |
| 106                            | Nicolas Prodhomme (FRA)        | 22è                            |
| 107                            | Andrea Vendrame (ITA)          | 49è                            |

| Arkéa-B&B Hotels ARK | Arkéa-B&B Hotels ARK            | Arkéa-B&B Hotels ARK |
| -------------------- | ------------------------------- | -------------------- |
| Núm                  | Ciclista                        | Pos                  |
| 111                  | Cristián Rodríguez Martín (ESP) | 12è                  |
| 112                  | Raúl García Pierna (ESP)        | 52è                  |
| 113                  | Thibault Guernalec (FRA)        | 101è                 |
| 114                  | Laurens Huys (BEL)              | 47è                  |
| 115                  | Łukasz Owsian (POL)             | 105è                 |
| 116                  | Alan Riou (FRA)                 | NP-3                 |
| 117                  | Clément Venturini (FRA)         | 75è                  |

| Cofidis COF | Cofidis COF               | Cofidis COF |
| ----------- | ------------------------- | ----------- |
| Núm         | Ciclista                  | Pos         |
| 121         | Guillaume Martin (FRA)    | 17è         |
| 122         | Jesús Herrada López (ESP) | 69è         |
| 123         | Nolann Mahoudo (FRA)      | DNF-5       |
| 124         | Axel Mariault (FRA)       | 106è        |
| 125         | Stefano Oldani (ITA)      | 117è        |
| 126         | Benjamin Thomas (FRA)     | 79è         |
| 127         | Hugo Toumire (FRA)        | 102è        |

| Movistar Team MOV | Movistar Team MOV             | Movistar Team MOV |
| ----------------- | ----------------------------- | ----------------- |
| Núm               | Ciclista                      | Pos               |
| 131               | Enric Mas Nicolau (ESP)       | 6è                |
| 132               | Alexander Aranburu Deba (ESP) | 51è               |
| 133               | Jorge Arcas (ESP)             | 80è               |
| 134               | Rémi Cavagna (FRA) (crono)    | 94è               |
| 135               | Johan Jacobs (SUI)            | 108è              |
| 136               | Nélson Oliveira (POR)         | 45è               |
| 137               | Iván Ramiro Sosa Cuervo (COL) | 24è               |

| EF Education-EasyPost EFE | EF Education-EasyPost EFE               | EF Education-EasyPost EFE |
| ------------------------- | --------------------------------------- | ------------------------- |
| Núm                       | Ciclista                                | Pos                       |
| 141                       | Richard Carapaz Montenegro (ECU) (ruta) | 7è                        |
| 142                       | Andrey Amador Bikkazakova (CRC)         | DNF-2                     |
| 143                       | Stefan de Bod (RSA)                     | 95è                       |
| 144                       | Darren Rafferty (IRL)                   | 23è                       |
| 145                       | James Shaw (GBR)                        | 107è                      |
| 146                       | Rigoberto Urán (COL)                    | 41è                       |
| 147                       | Michael Valgren Andersen (DEN)          | 91è                       |

| Team dsm-firmenich PostNL DFP | Team dsm-firmenich PostNL DFP | Team dsm-firmenich PostNL DFP |
| ----------------------------- | ----------------------------- | ----------------------------- |
| Núm                           | Ciclista                      | Pos                           |
| 151                           | Gijs Leemreize (NED)          | NP-5                          |
| 152                           | Pavel Bittner (CZE)           | NP-5                          |
| 153                           | Patrick Eddy (AUS)            | 116è                          |
| 154                           | Sean Flynn (GBR)              | DNF-5                         |
| 155                           | Emīls Liepiņš (LAT) (ruta)    | NP-5                          |
| 156                           | Niklas Märkl (GER)            | NP-5                          |
| 157                           | Tim Naberman (NED)            | 122è                          |

| Astana Qazaqstan Team AST | Astana Qazaqstan Team AST             | Astana Qazaqstan Team AST |
| ------------------------- | ------------------------------------- | ------------------------- |
| Núm                       | Ciclista                              | Pos                       |
| 161                       | Aleksei Lutsenko (KAZ) (ruta i crono) | DNF-1                     |
| 162                       | Igor Chzhan (KAZ)                     | DNF-1                     |
| 163                       | Anton Kuzmin (KAZ)                    | 98è                       |
| 164                       | Daniil Marukhin (KAZ)                 | DNF-4                     |
| 165                       | Henok Mulubrhan (ERI) (ruta)          | 46è                       |
| 166                       | Harold Tejada (COL)                   | 34è                       |
| 167                       | Santiago Umba (COL)                   | NP-2                      |

| Intermarché-Wanty IWA | Intermarché-Wanty IWA                | Intermarché-Wanty IWA |
| --------------------- | ------------------------------------ | --------------------- |
| Núm                   | Ciclista                             | Pos                   |
| 171                   | Louis Meintjes (RSA)                 | 29è                   |
| 172                   | Alexy Faure Prost (FRA)              | 120è                  |
| 173                   | Kobe Goossens (BEL)                  | 59è                   |
| 174                   | Rune Herregodts (BEL)                | DNF-4                 |
| 175                   | Tom Paquot (BEL)                     | 115è                  |
| 176                   | Dion Smith (NZL)                     | 88è                   |
| 177                   | Roel Daan van Sintmaartensdijk (NED) | 92è                   |

| Lotto Dstny LTD | Lotto Dstny LTD         | Lotto Dstny LTD |
| --------------- | ----------------------- | --------------- |
| Núm             | Ciclista                | Pos             |
| 181             | Andreas Kron (DEN)      | 54è             |
| 182             | Thomas De Gendt (BEL)   | DNF-5           |
| 183             | Jarrad Drizners (AUS)   | 96è             |
| 184             | Milan Menten (BEL)      | 83è             |
| 185             | Sylvain Moniquet (BEL)  | NP-4            |
| 186             | Eduardo Sepúlveda (ARG) | 87è             |
| 187             | Harm Vanhoucke (BEL)    | 16è             |

| Tudor Pro Cycling Team TUD | Tudor Pro Cycling Team TUD  | Tudor Pro Cycling Team TUD |
| -------------------------- | --------------------------- | -------------------------- |
| Núm                        | Ciclista                    | Pos                        |
| 191                        | Yannis Voisard (SUI)        | 21è                        |
| 192                        | Marco Brenner (GER)         | 77è                        |
| 193                        | Alberto Dainese (ITA)       | 112è                       |
| 194                        | Arthur Kluckers (LUX)       | 121è                       |
| 195                        | Sébastien Reichenbach (SUI) | 57è                        |
| 196                        | Luc Wirtgen (LUX)           | 76è                        |
| 197                        | Maikel Zijlaard (NED)       | DNF-2                      |

| Q36.5 Pro Cycling Team Q36 | Q36.5 Pro Cycling Team Q36       | Q36.5 Pro Cycling Team Q36 |
| -------------------------- | -------------------------------- | -------------------------- |
| Núm                        | Ciclista                         | Pos                        |
| 201                        | Damien Howson (AUS)              | 19è                        |
| 202                        | Xabier Mikel Azparren (ESP)      | DNF-3                      |
| 203                        | Matteo Badilatti (SUI)           | 40è                        |
| 204                        | Fabio Christen (SUI)             | 84è                        |
| 205                        | David de la Cruz Melgarejo (ESP) | 15è                        |
| 206                        | Matteo Moschetti (ITA)           | 125è                       |
| 207                        | Joey Rosskopf (USA)              | 100è                       |

| Team Corratec-Vini Fantini COR | Team Corratec-Vini Fantini COR | Team Corratec-Vini Fantini COR |
| ------------------------------ | ------------------------------ | ------------------------------ |
| Núm                            | Ciclista                       | Pos                            |
| 211                            | Valentin Darbellay (SUI)       | 68è                            |
| 212                            | Matteo Amella (ITA)            | DNF-5                          |
| 213                            | Davide Baldaccini (ITA)        | 124è                           |
| 214                            | Antoine Debons (SUI)           | DNF-5                          |
| 215                            | Marco Murgano (ITA)            | DNF-2                          |
| 216                            | Jan Stöckli (SUI)              | NP-1                           |
| 217                            | Kyrylo Tsarenko (UKR)          | 103è                           |

| Suïssa SUI | Suïssa SUI       | Suïssa SUI |
| ---------- | ---------------- | ---------- |
| Núm        | Ciclista         | Pos        |
| 221        | Alexandre Balmer | 86è        |
| 222        | Antoine Aebi     | 85è        |
| 223        | Matteo Constant  | NP-2       |
| 224        | Luca Jenni       | 89è        |
| 225        | Jan Sommer       | 78è        |
| 226        | Lars Sommer      | 110è       |
| 227        | Félix Stehli     | 123è       |